# كونوسكه كوسايزومي
كونوسكه كوسايزومي (باليابانية: 草住 晃之介) (12 يوليو 2000 في طوكيو في اليابان – )؛ هو لاعب كرة قدم كان يلعب كمدافع.

## وصلات خارجية
- كونوسكه كوسايزومي على موقع رابطة كرة القدم اليابانية للمحترفين (اليابانية)
- كونوسكه كوسايزومي على موقع Soccerway.com (الإنجليزية)